# Aittosaari (ö i Norra Karelen, Joensuu, lat 63,17, long 29,64)
Aittosaari är en ö i Finland. Den ligger i sjön Pielisjärvi och i kommunen Juga i den ekonomiska regionen  Joensuu ekonomiska region  och landskapet Norra Karelen, i den sydöstra delen av landet, 400 km nordost om huvudstaden Helsingfors. Öns area är 4,7 hektar och dess största längd är 380 meter i nord-sydlig riktning.